# 1908 en Australie
Chronologie de l'Australie
- 1904
- 1905
- 1906
- 1907
- 1908
- 1909
- 1910
- 1911
- 1912

Cette page concerne les évènements survenus en 1908 en Australie :

## Évènement
- 20 avril : Désastre ferroviaire de Sunshine (en) (bilan : 44 morts et environ 400 blessés).
- à partir du 28 août : Arrivée de la grande flotte blanche à Albany (Australie) (en)
- 11 septembre : Élections législatives
- 27 octobre : Incendie de l'hôpital Hill (en) à Roma.

## Arts et littérature

### Sortie de romans
- We of the Never Never (en) de Jeannie Gunn.
- Maurice Guest (en) de Henry Handel Richardson
- Will Ashton (en) remporte le prix Wynne avec Noontide, Burnside.

## Sport
- 27 avril-31 octobre : Participation de l'Australasie aux Jeux olympiques de Londres.
- 27-30 novembre : Coupe Davis à Melbourne.

## Naissance
- John Armstrong (en), personnalité politique.
- Henry Bolte, premier ministre du Victoria.
- Kevin Ellis (en), personnalité politique.
- Rica Erickson, naturaliste, illustratrice botanique, historienne, auteure et professeure.
- Alexandra Hasluck (en), écrivaine et historienne sociale.
- William McMahon, premier Ministre d'Australie.
- Wally Prigg (en), joueur de rugby.
- Eddie Scarf, lutteur.

## Décès
- Ernest Favenc (en), explorateur.
- John Hope (7e comte d'Hopetoun)
- Alfred William Howitt, anthropologue et naturaliste.
- Charles Kingston, premier ministre d'Australie-Méridionale.
- Pierce Galliard Smith (en), religieux.
- Vaiben Louis Solomon (en), premier ministre.
- David Syme (en), éditeur de presse.